# Салми (река)
Салми — река в России, протекает по территории Петровского сельского поселения Кондопожского района Республики Карелии. Длина реки — 1,2 км.

## Общие сведения
Река берёт начало из озера Торос на высоте 143,0 м над уровнем моря и далее течёт преимущественно в северном направлении.
Впадает на высоте 142,9 м над уровнем моря в озеро Мярандукса, из которого берёт начало река Нурмис, в свою очередь, впадающая в Линдозеро, через которое течёт река Суна.
Населённые пункты на реке отсутствуют.
Код объекта в государственном водном реестре — 01040100212102000015208.